# 글리제 86
글리제 86은 에리다누스자리에 있는, 지구에서 약 35.9 광년 떨어져 있는 항성계이다. 이 항성계의 구성원은 총 세 개로, 주성은 분광형 K형의 오렌지색 왜성이며, 동반 천체는 외계 행성 1개와 백색 왜성 1개 이다.
주성인 글리제 86 A는 분광형 K1V의 오렌지색 왜성이다. 질량은 태양의 79퍼센트, 반지름은 86퍼센트, 밝기는 35퍼센트이다. 이 항성은 아주 가까운 궤도를 돌고 있는 가스 행성 하나를 거느리고 있다.

## 글리제 86 b
글리제 86 b는(가끔 글리제 86 Ab로도 불리는데, 이는 동반천체인 백색왜성 글리제 86 B의 존재를 고려한 명칭이다) 어머니 항성 글리제 86 A 주위를 돌고 있는 외계 행성이다. 질량으로 보아 슈퍼목성에 들어가며, 어머니 항성으로부터의 거리는 0.11AU이다. 1회 공전 주기는 15.77일이다.
히파르코스 위성이 측정천문학적 방법으로 외계행성의 궤도경사각을 잰 결과 164도가 나왔으며 여기서 유추할 수 있는 글리제 86 b의 질량은 목성의 15배로 이는 갈색 왜성 수준이다. 그러나 추가적 분석을 통해 히파르코스 위성의 측정 수치는 동반체의 측정천문학적 궤도값을 신뢰할 만큼 정확하지 않은 것으로 드러났다. 따라서 동반 천체의 실제 질량은 아직 확실하지 않은 상태이다.

## 글리제 86 B
글리제 86 B는 주성에서 21 천문단위 떨어져 있는 백색 왜성으로, 이 발견으로 글리제 86 항성계는 행성을 지니고 있는 항성계들 중 주성과 반성 사이 거리가 가장 짧은 존재가 되었다. 2001년에 존재가 발견되었으며 처음에는 갈색 왜성으로 인식되었으나, 2005년 관측으로 이 천체는 백색 왜성일 가능성이 커졌다. 이는 해당 천체의 스펙트럼이 평범한 갈색 왜성에서 나오는 분자 흡수선을 보여주지 않는 것으로 알 수 있다. 백색 왜성의 질량이 태양의 절반 정도라고 가정한다면 시선속도 관측을 통해 B와 주성 사이 거리는 18.42 천문단위에 이심률은 0.3974임을 알 수 있다.

## 참고 문헌
1. ↑  Han;  외. (2001). “Preliminary astrometric masses for proposed extrasolar planetary companions”. 《The Astrophysical Journal》 548 (1): L57 – L60. doi:10.1086/318927. 2019년 12월 13일에 원본 문서에서 보존된 문서. 2008년 7월 22일에 확인함.
2. ↑  Pourbaix, D. and Arenou, F. (2001). “Screening the Hipparcos-based astrometric orbits of sub-stellar objects”. 《Astronomy and Astrophysics》 372: 935 – 944. doi:10.1051/0004-6361:20010597.
3. ↑  Raghavan, D.;  외. (2006). “Two Suns in The Sky: Stellar Multiplicity in Exoplanet Systems”. 《The Astrophysical Journal》 646 (1): 523 – 542. doi:10.1086/504823. 2018년 8월 26일에 원본 문서에서 보존된 문서. 2008년 7월 22일에 확인함.
4. ↑  Els, S. G.;  외. (2001). “A second substellar companion in the 글리제 86 system. A brown dwarf in an extrasolar planetary system”. 《Astronomy and Astrophysics》 370: L1 – L4. doi:10.1051/0004-6361:20010298.
5. ↑  Mugrauer, M. and Neuhäuser, R. (2005). “Gl86B: a white dwarf orbits an exoplanet host star”. 《Monthly Notices of the Royal Astronomical Society》 361 (1): L15 – L19. doi:10.1111/j.1745-3933.2005.00055.x. 다음 글자 무시됨: ‘Monthly Notices of the Royal Astronomical Society: Letters]]’ (도움말)
6. ↑  Lagrange, A.-M.;  외. (2006). “New constrains on Gliese 86 B. VLT near infrared coronographic imaging survey of planetary hosts”. 《Astronomy and Astrophysics》 459 (3): 955 – 963. doi:10.1051/0004-6361:20054710.

## 같이 보기
- 외계 행성이 확인된 항성 목록